# U1.11
U1.11是一个超大类星体群，坐落在狮子座和室女座之間，是已知的最大的超大类星体群之一，估计最大直径达780百万秒差距，含有39个类星体。2011年，它在斯隆数字化巡天研究時被发现。2012年11月发现Huge-LQG前，U1.11是宇宙中已知的最大结构，打破了克劳斯-坎普萨诺超大类星体群持续20年作为最大已知结构的记录。

## 特性
U1.11距克劳斯-坎普萨诺超大类星体群约2°，红移量为1.11（換算後约88亿光年远），因而得名U1.11。它毗邻克劳斯-坎普萨诺超大类星体群，相对靠近另外一个超大类星体群U1.54，包含了38个类星体，可能触发過大尺度纤维状结构的演化。

## 宇宙论原则
根据宇宙论原则，宇宙中不同部分内部的物质和能量的随机分布必须近似地均匀且各向同性，这些物体如果展现在一个足够大的尺度上时，它们随机过密必须要小。同时亚达夫展示了结构性尺寸的最大值约为260百万秒差距 同时其他科学家给出了70-130百万秒差距的值，而最近计算表明这个值在370百万秒差距以内，但U1.11的尺寸是上述数字的两倍。其他已发现结构比上述的尺寸更大（一些结构超过上述尺寸8倍之多，如武仙-北冕座长城）。這個数值接近于Huge-LQG、克劳斯-坎普萨诺超大类星体群和U1.54。 这对于现代宇宙学模型来说是一个大挑战。